# Collodion-Verfahren
Das Collodion-Verfahren ist ein Edeldruckverfahren aus den Anfängen der Fotografie, erfunden von Frederick Scott Archer im Jahr 1851. Die Belichtungszeiten betrugen nur noch zwei bis drei Sekunden. Auf diese Weise konnten Porträts endlich naturgetreu wiedergegeben werden. Zuvor waren die Porträtierten teilweise an Apparaturen festgeschnallt. Die Fotoplatten mussten jedoch beschichtet, belichtet und entwickelt werden, solange sie noch feucht sind. Dies schränkte ihren Einsatz ein.